# Kownacki
Kownacki, Kownacka – polskie nazwisko, w Polsce nosi je ok. 3 tys. osób.
Osoby o tym nazwisku:
- Adam Kownacki (ur. 27 marca 1989 w Łomży) – polsko-amerykański pięściarz
- Bartosz Kownacki (ur. 11 sierpnia 1979 w Warszawie) – prawnik, działacz państwowy
- Dawid Kownacki (ur. 14 marca 1997 w Gorzowie Wielkopolskim) – polski piłkarz
- Edmund Knoll-Kownacki (ur. 24 lipca 1891 w Pomiechówku, zm. 2 września 1953) – generał brygady Wojska Polskiego
- Gabriela Kownacka (ur. 25 maja 1952 we Wrocławiu, zm. 30 listopada 2010 w Warszawie) – polska aktorka teatralna i telewizyjna
- Hipolit Kownacki (ur. 21 sierpnia 1761 w Wysocicach, zm. 28 marca 1854 w Warszawie) – przedsiębiorca hutniczy, geolog i historyk
- Katarzyna Kownacka (ur. 25 listopada 1970 w Ciechanowie) – polska aktorka filmowa i teatralna, pieśniarka i animatorka kultury
- Maria Kownacka (ur. 11 września 1894 w Słupie, zm. 27 lutego 1982 w Warszawie) – polska pisarka, tłumaczka z jęz. rosyjskiego
- Piotr Kownacki (ur. 8 października 1954 w Warszawie) – prawnik, działacz państwowy